# Vicente Rodríguez
Vicente Rodríguez Guillén, conhecido apenas como Vicente (Valência, Espanha, 16 de julho de 1981) é um ex futebolista espanhol, Atualmente está aposentado.

## Carreira
Começou a jogar no Benicalap Club de Fútbol, a principal equipe de seu bairro, e em seguida foi para o Levante. Em 2000 se transferiu para o Valencia - onde permanece até hoje - e chegou ao vicecampeonato da Liga dos Campeões da UEFA. Na temporada 2001/2002, conquista a Liga Espanhola. Sua melhor temporada com o Valencia foi a de 2003-2004, quando foi eleito o melhor jogador da Espanha, conquistou novamente a Liga Espanhola e também a Copa da UEFA.
Vicente se contundiu numa partida contra o Werder Bremen em 2004 pela Liga dos Campeões e desde então nunca conseguiu estar completamente recuperado. As sucessivas lesões têm impedido que o atleta consiga voltar a desenvolver plenamente seu futebol e a obter o destaque de outrora.
Vicente também atuou em 38 partidas pela Seleção Espanhola de Futebol, marcando 3 gols.

## Títulos
Valencia
- Campeonato Espanhol: 2001–02 e 2003–04
- Copa da UEFA: 2003–04
- Supercopa da UEFA: 2004
- Copa do Rei: 2007–08